# Gasthof zur Post (Baierbrunn)

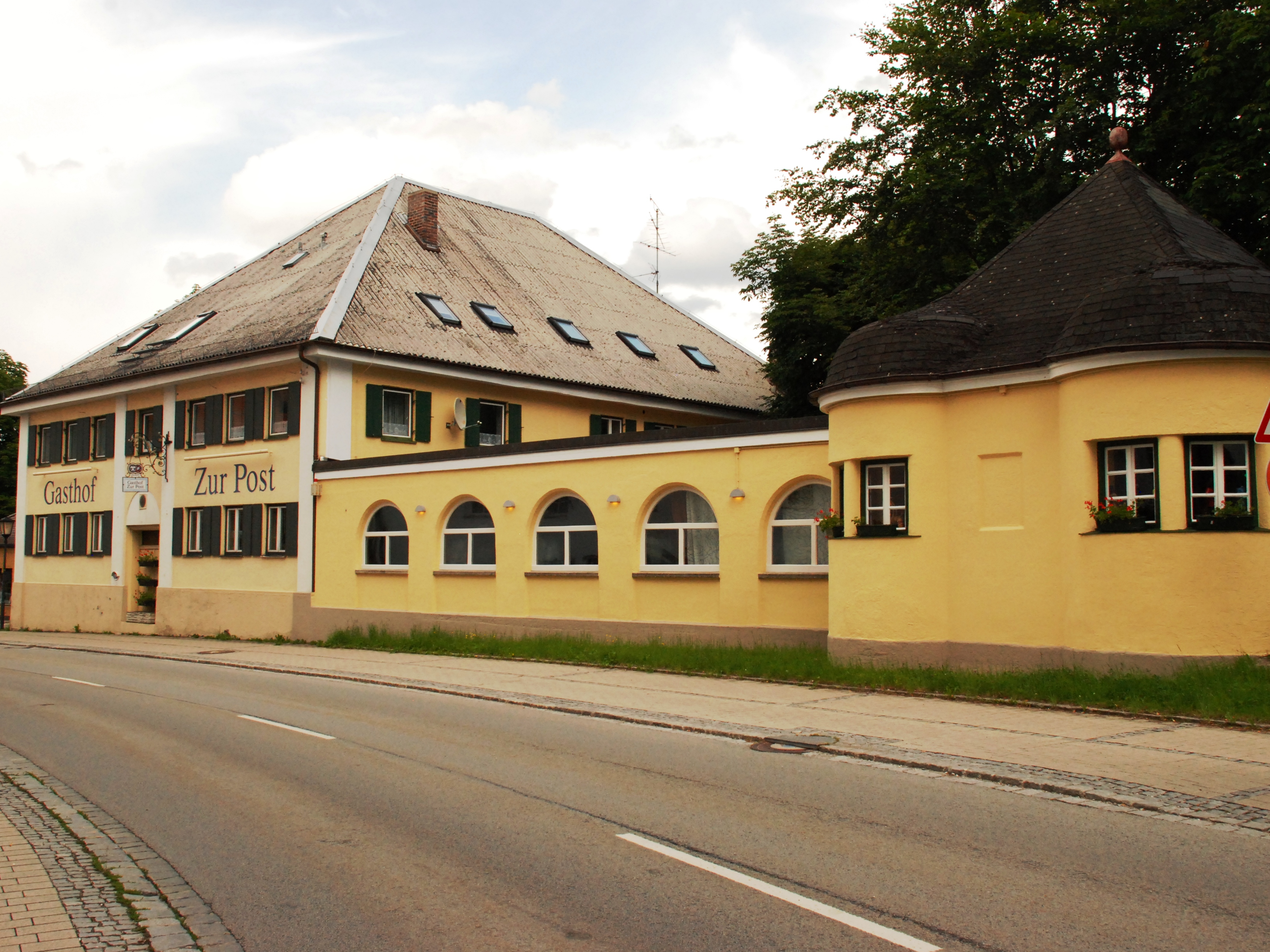
Gasthof zur Post in Baierbrunn

Der ehemalige Gasthof zur Post ist ein Gasthof in Baierbrunn, einer oberbayerischen Gemeinde im Landkreis München. Das Bauwerk ist als Baudenkmal in die Bayerische Denkmalliste eingetragen. Im Laufe des Jahres 2019 hat der Gasthof geschlossen.

## Beschreibung
Der ehemalige Gasthof liegt im Süden der Ortschaft Baierbrunn an der Außenseite einer Kurve der Wolfratshausener Straße schräg gegenüber der Kirche Patrona Bavariae. Er wurde in der 2. Hälfte des 18. Jahrhunderts errichtet. 
Der zweigeschossige Bau hat eine Grundfläche von etwa 24 × 17 Metern und trägt ein Walmdach. Die gelbe Fassade ist durch weiß gestrichene Lisenen vertikal gegliedert. Ein um 1920 errichteter eingeschossiger Anbau führt entlang der Straße und endet im Süden in einem Pavillon. Vor der Südseite des Gasthofs liegt ein Wirtsgarten.